# Thomas Dolhagaray
Pas d'image ? Cliquez ici

a Compétitions nationales et continentales officielles uniquement.

b Matchs officiels uniquement.
Dernière mise à jour le 31 août 2024.
Thomas Dolhagaray, né le 21 mai 2000 à Bayonne, est un joueur français de rugby à XV jouant au poste de demi d'ouverture au Biarritz olympique.

## Biographie
Né à Bayonne, Thomas Dolhagaray est formé à l'Inthalatz Larressore de 2007 à 2016, date à laquelle il rejoint l'Aviron bayonnais.
Au mois de janvier 2020, il est appelé dans le groupe de l'équipe de France des moins de 20 ans, destiné à disputer les deux premiers matchs du Tournoi des Six Nations quelques semaines plus tard.
En 2020, il est en troisième année d'école d'ingénieur dans le bâtiment à l'ISA BTP d'Anglet.
En juin 2024, il s'engage pour trois saisons au Biarritz olympique.